# Arenaria pomelii
Arenaria pomelii es una especie de planta herbácea perteneciente a la familia de las cariofiláceas.

## Descripción
Es una hierba anual, escábrida, de hasta 15(18) cm de altura, generalmente ramosa. Tallos relativamente robustos, de 0,5-1 mm de diámetro, con indumento de pelos eglandulosos cortos, retrorsos. Hojas 4-14 x (1) 1,5-6 mm, de obovadas a lanceoladas, uninervias, con nervio prominente, setosas en el margen, por lo que parecen serruladas; las inferiores, pecioladas; el resto, sésiles. Las inflorescencias en cimas paucifloras; pedicelos fructíferos de hasta 25 mm. Cáliz 4,5-6 mm; sépalos externos, anchamente ovado-triangulares, cordiformes, agudos, herbáceos por completo, setosos en el margen, con nervio medio y otros más cortos basales; los internos, lanceolados, con amplio margen membranoso. Pétalos 4,5-6 mm, enteros, blancos, poco mayores o menores que los sépalos. Arteras c. 0,2 mm. Cápsula 4,5-6 mm, ovoidea, subcoriácea, poco menor o mayor que los sépalos. Semillas 0,8-1 mm, reniformes, negras, con las células de la testa obtusas.

## Distribución y hábitat
Se encuentra en lugares abiertos, matorrales aclarados, en suelos arenosos o peridotíticos, generalmente silíceos; a una altitud de 250-1100 metros en Argelia, Marruecos, S de la península ibérica. S de Andalucía: Sierra del Caíllo, Los Barrios, Grazalema, Sierra Bermeja.

## Taxonomía
Arenaria pomelii fue descrita por Giles Munby   y publicado en Ann. Gén. Sci. Phys. 7: 291 1820.
Etimología
Arenaria: nombre genérico que deriva del término latino arenarius  = "de arena, arenoso". Adjetivo sustantivado: la planta a la que J.Bauhin dio este nombre en 1631 vive en terreno arenoso.
pomelii: epíteto otorgado en honor del botánico francés Auguste Nicolas Pomel. 